# De fyra tigrarna

De fyra tigrarna.

De fyra tigrarna, ibland kallat de fyra små drakarna, är ett samlingsnamn för de fyra i-länderna Taiwan, Singapore, Sydkorea samt Hongkong (numera del av Kina). Begreppet används mest i finansiella sammanhang för att gruppera de fyra marknaderna. Tidigare inkluderades även Japan i grupperingen, då som de fem tigrarna; Japan fungerade i förhållande till de fyra andra som den stora draken.

## Tigerekonomier
De fyra tigrarna har gett upphov till begreppet tigerekonomi. Vad som riktigt räknas som en tigerekonomi är oklart, men begreppet står för snabbväxande marknader – gärna med avregleringar. Taiwan, Singapore, Sydkorea, Hongkong och Japan har kännetecknats av en kombination av brist på råvaror men med en stor mängd undersysselsatt arbetskraft.
Begreppet har kommit att användas även om andra länder som växt fort. Exempel på dessa inkluderar Irland på 1990- och början av 2000-talet och de tre baltiska länderna något senare.